# Севостьянов, Михаил Валерьевич
Михаил Валерьевич Севостьянов (род. 24 июля 1980, Ангарск, Иркутская область) — российский хоккеист, защитник, нападающий. Мастер спорта России. Тренер.

## Биография
Как и брат-близнец Сергей, воспитанник ангарского «Ермака», во многих командах они выступали вместе. Играл за команды «Ермак» (1996/97, 2009/10 — 2011/12), «Лада-2» (1997/98) и «Лада» (Тольятти, 1997/98, 1998/99 — 2000/01, 2001/02 — 2005/06), ЦСК ВВС (1998/99, 1999/2000, 2013/14), «Молот-Прикамье» Пермь (2000/01), «Химик» Мытищи (2005/06 — 2006/07), «Металлург» и «Металлург-2» (Магнитогорск, 2007/08), «Металлург» Новокузнецк (2007/08), «Амур» (КХЛ, 2008/09), «Кристалл» Саратов (2012/13).
Серебряный и бронзовый призёр чемпионата России.
Окончил ТГУ. Детско-юношеский тренер — «Лада» (2014—2016), «Олимп» (Самара, 2016—2018), Академия Петрова (Красногорск, с 2019).